# Нурказов, Серик Токенович
Се́рик Токе́нович Нурка́зов (4 октября 1959, п. Актау Карагандинской области) — советский боксёр полулёгкой весовой категории, выступал за сборную СССР в 1980-е годы.
Трёхкратный чемпион национального первенства, чемпион Европы, серебряный призёр Кубка мира и международного турнира «Дружба» в Гаване. На соревнованиях представлял спортивное общество «Трудовые резервы», заслуженный мастер спорта СССР (1991). Также известен как детский тренер по боксу и спортивный функционер.

## Биография
Серик Нурказов родился 4 октября 1959 года в посёлке Актау, Карагандинская область. В детстве увлекался многими видами спорта, в том числе футболом и лёгкой атлетикой, но, поступив на обучение в Карагандинский техникум физической культуры и спорта, сделал выбор в пользу бокса. Первое время занимался под руководством Тлеубаева Л. Р., продолжил подготовку у тренера Фетисова Н. А. Первого успеха на ринге добился в 1981 году, когда благодаря череде удачных выступлений на внутренних первенствах прошёл в основной состав сборной страны и съездил на чемпионат Европы в Тампере, где в полулёгком весе выиграл бронзовую медаль. Год спустя одержал победу на первенстве СССР и побывал на чемпионате мира в Мюнхене — планировал побороться здесь за медали, но из-за рассечения брови потерпел поражение уже на стадии 1/8 финала. В 1983 году завоевал серебряную медаль на Кубке мира в Риме и золотую на чемпионате Европы в Варне.
В 1984 году Нурказов вновь выиграл чемпионат Советского Союза, однако поучаствовать в боксёрском турнире летних Олимпийских игр в Лос-Анджелесе ему не довелось, поскольку правительство бойкотировало эти соревнования по политическим причинам. Вместо Олимпиады спортсмен выступил на турнире стран социалистического лагеря «Дружба-84» в Гаване, откуда привёз серебряную награду. В 1986 году Серик Нурказов в третий раз стал чемпионом СССР, поучаствовал в зачёте чемпионата мира в Рино. Находился в составе сборной ещё в течение двух лет, но в 1988 году его вытеснили молодые боксёры Мехак Казарян и Константин Цзю.
Закончив выступления на ринге, в период 1988—1996 работал старшим инструктором облспорткомитета, заместителем председателя облспорткомитета. С 1996 года по настоящее время работает начальником областного учебно-тренировочного центра — директором областной школы высшего спортивного мастерства. Окончил Карагандинский педагогический институт (1981) и Карагандинский государственный университет (1988) Награждён грамотой Верховного Совета Казахской ССР (1979), почётной грамотой Верховного Совета Казахской ССР (1983), медалью «За трудовое отличие» (1985) и грамотой Карагандинского исполкома областного Совета народных депутатов (1991).